# Pterolophia humerosopunctata
Pterolophia humerosopunctata là một loài bọ cánh cứng trong họ Cerambycidae.